# Oussaltan-Banguel-Daou
Pour les articles homonymes, voir Oussaltan-Dongobé, Banguel (homonymie) et Daou.
Oussaltan-Banguel-Daou est une commune située dans le département de Seytenga, dans la province du Séno, région du Sahel, au Burkina Faso.